# Río Churchill (Terranova)
El río Churchill (Churchill River en inglés) es un largo río de la vertiente atlántica de Canadá, que discurre íntegramente por la provincia de  Terranova y Labrador. El río tiene 856 km de longitud y su cuenca drena una superficie de 79 800 km². Hasta 1965, el río era conocido como río Hamilton.

## Geografía

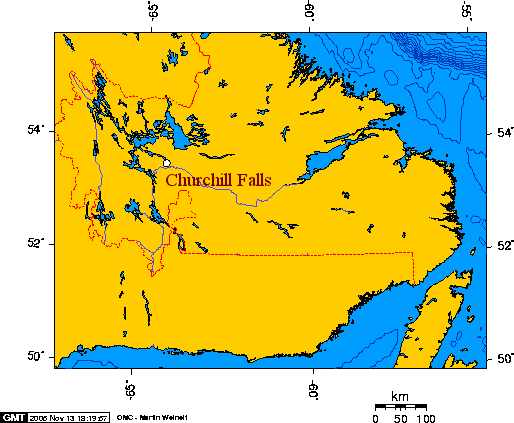
Mapa del río Churchill

El río Churchill  nace en el gran embalse de Smallwood, un embalse artificial construido entre 1966 y 1974, con una superficie de agua de 6527 km² (el segundo más grande del mundo) que se encuentra a  471 m de altitud. El río Churchill discurre en dirección general este hacia el océano Atlántico, atravesando el lago Melville (un lago salado de más de 140 km de longitud) antes de desaguar por el Hamilton Inlet en la bahía Groswater, en el mar del Labrador.

## Origen del nombre
El río fue conocido inicialmente con el nombre de «Mishtashipu» por los nativos innu, traducido como «la Grande rivière» y el «Grand River» [Gran Río] por los comerciantes y exploradores franceses e ingleses. En 1821, el capitán William Martin, al mando del bergantín HMS Clinker, lo bautizó como río  Hamilton, en honor a Sir Charles Hamilton, gobernador de Terranova de 1818 a 1825. En 1839, el explorador europeo John MacLean y comerciante de pieles al servicio de la Compañía de la Bahía de Hudson, descubrió las actuales cataratas del Churchill. 
El 1 de febrero de 1965, el río fue renombrado por el primer ministro Joey Smallwood, sin consulta, en honor del primer ministro británico sir Winston Churchill.

## El proyecto hidroléctrico de  las cataratas del Churchill
Las cataratas del Churchill son un importante proyecto hidroeléctrico, con una capacidad media de 5428 megavatios. Está prevista la construcción de otras centrales hidroeléctricas en el río, para alcanzar un total de más de 9200 MW. El desarrollo del proyecto de las cataratas de Churchill es una fuente de fricción entre las dos provincias implicadas, ya que los representantes de la provincia de Terranova y Labradorpiensan que Quebec, que participa a través de  HydroQuebec en la financiación de la instalación y su enlace con la red eléctrica estadounidense, se vería fuertemente beneficiada al haber adquirido la electricidad de las cataratas de Churchill a unos precios fijos establecidos en 1969.